# Microplidus binotatus
Microplidus binotatus är en skalbaggsart som beskrevs av Louis Albert Péringuey 1902. Microplidus binotatus ingår i släktet Microplidus och familjen Melolonthidae. Inga underarter finns listade i Catalogue of Life.